# پا دیبا
پا دیبا (انگلیسی: Pa Dibba؛ زادهٔ ۱۵ اکتبر ۱۹۸۷) بازیکن فوتبال اهل گامبیا است.
از باشگاه‌هایی که در آن بازی کرده است می‌توان به باشگاه فوتبال سوندسوال اشاره کرد.
وی همچنین در تیم ملی فوتبال گامبیا بازی کرده است.